# كوده سرور (ساة)
'

تعديل مصدري - تعديل

كوده سرور هي إحدى قرى عزلة ساه بمديرية ساة التابعة لمحافظة حضرموت، بلغ تعداد سكانها 54 نسمة حسب تعداد اليمن لعام 2004.